# Armin Sierszyn
Armin Sierszyn (* 1942 in Bäretswil) ist ein Schweizer Theologe. Von 1973 bis 2013 war er Dozent und Professor für Historische und Praktische Theologie an der STH Basel sowie langjähriger Pfarrer in Bauma und Dekan im Zürcher Oberland. Nach seiner Emeritierung (2013) wirkte er bis 2020 als Sekretär des Hochschulrats und des Stiftungsrats der STH Basel.

## Leben
Sierszyn stammt mütterlicherseits aus dem alten Zürcher Oberländer Bauernstand. Sein Vater, ein im Zweiten Weltkrieg durch die Schweiz internierter Pole, war Bauer und Viehzüchter in Bäretswil. Sierszyn studierte Theologie in Zürich, Bethel und Marburg. 1969 machte er das Staatsexamen (lic. theol.) an der Universität Zürich. 1970 wurde er in die Evangelisch-reformierte Landeskirche des Kantons Zürich ordiniert. An der Universität Erlangen promovierte er bei Walter Künneth zum Doctor theologiae (Dr. theol.). Neben seiner Arbeit in der reformierten Landeskirche im Kanton Zürich lehrte er von 1973 bis 2013 Historische und Praktische Theologie an der STH Basel. Dort war er zwischen 1978 und 1985 und von 2003 bis 2013 Mitglied des Kuratoriums und amtierte bis zur Gründung des Hochschulrats und der gleichzeitigen Auflösung des Kuratoriums als dessen Vizepräsident. Von 1980 bis 2013 war er zudem Prorektor der Basler Hochschule. Seit seiner Emeritierung (2013) wirkt er als Sekretär des Hochschulrats und des Stiftungsrats.
Als evangelikaler und reformatorischer Theologe betont er die Offenheit der Hochschule zu den verschiedenen Landes- und Freikirchen. In seinen Forschungen setzt er sich aus biblischer Sicht mit der historisch-kritischen Theologie auseinander. Die Kirche und den ganzen Kontinent Europa sieht er stehen und fallen mit dem Wort der Bibel, auf dem sie beide gründen. Demgemäss plädiert er für eine Neugeburt der Kirche aus dem Wort Gottes.
Sierszyn ist Verfasser von ortsgeschichtlicher und heimatkundlicher sowie theologischer Literatur.
Er ist verheiratet und hat zwei erwachsene Kinder und neun Enkelkinder.

## Werke (Auswahl)
- Das Sünde- und Schuldproblem im dogmatischen Denken Schleiermachers. Diss., Univ. Erlangen-Nürnberg 1973.
- Die Bibel im Griff? Historisch-kritische Denkweise und biblische Theologie. R. Brockhaus, Wuppertal 1978, ISBN 3-417-12930-3.
- Unser Bäretswil. Aus der Geschichte seiner Fluren, Höfe und Dörfer. Eigenverlag, Bäretswil 1983.
- Bauma im Tösstal. Eigenverlag, Bäretswil-Zürich 1989.
- 1250 Jahre Bäretswil. Zürcher Oberland, Wetzikon 1991.
- Tagebuch von Adolf Guyer-Zeller über seine Reise nach Ägypten und ins Heilige Land (1862). Spiegel seiner Persönlichkeit. Zürcher Oberland, Wetzikon 1993, ISBN 3-85981-167-3.
- 66 Familiennamen seit 700 Jahren. Zwischen Bachtel, Stoffel und Schnebelhorn. Eigenverlag Dr. A. Sierszyn, Bäretswil 1996.
- Baumer Predigten (Bd. 1–4). Reformierte Kirchenpflege, Bauma 2004.
- Schwingen des Adlers. Zürcher Oberland, Wetzikon 2007, ISBN 978-3-85981-225-3.
- Christologische Hermeneutik. Eine Studie über Historisch-kritische, Kanonische und Biblische Theologie mit besonderer Berücksichtigung der philosophischen Hermeneutik von Hans-Georg Gadamer. Lit Verlag, Wien/Berlin 2010, ISBN 978-3-643-80048-0.
- Wänn die Puure z’Acher fahren. Aus der tausendjährigen Geschichte eines Hochtals im Zürcher Oberland. Zürcher Oberland, Wetzikon 2010, ISBN 978-3-85981-244-4.
- Bäretswil. Ein Heimatbuch. Mit Jörg Albrecht (Bilder). Zürcher Oberland, Wetzikon 2015, ISBN 978-3-85981-273-4.
- Frommes Zürich. Pietismus in der Zürcher Kirche vom 17. Jahrhundert bis zur Gegenwart. Theologischer Verlag Zürich (TVZ), Zürich 2023, ISBN 978-3-290-18543-5.
- 2000 Jahre Kirchengeschichte. 4.  Auflage. SCM R. Brockhaus, Witten 2018, ISBN 978-3-417-26471-5 (Neuauflage der Kirchengeschichte in 4 Bänden).
- Christus im Zürioberland. Zürcher Oberland, Wetzikon 2024.
- An seinem Tisch – Seelsorge als Auftrag der Gemeinde. Lit Verlag, Wien/Berlin 2025, ISBN 978-3-643-80417-4.